# Kurfürstenstraße (Zeltingen-Rachtig)

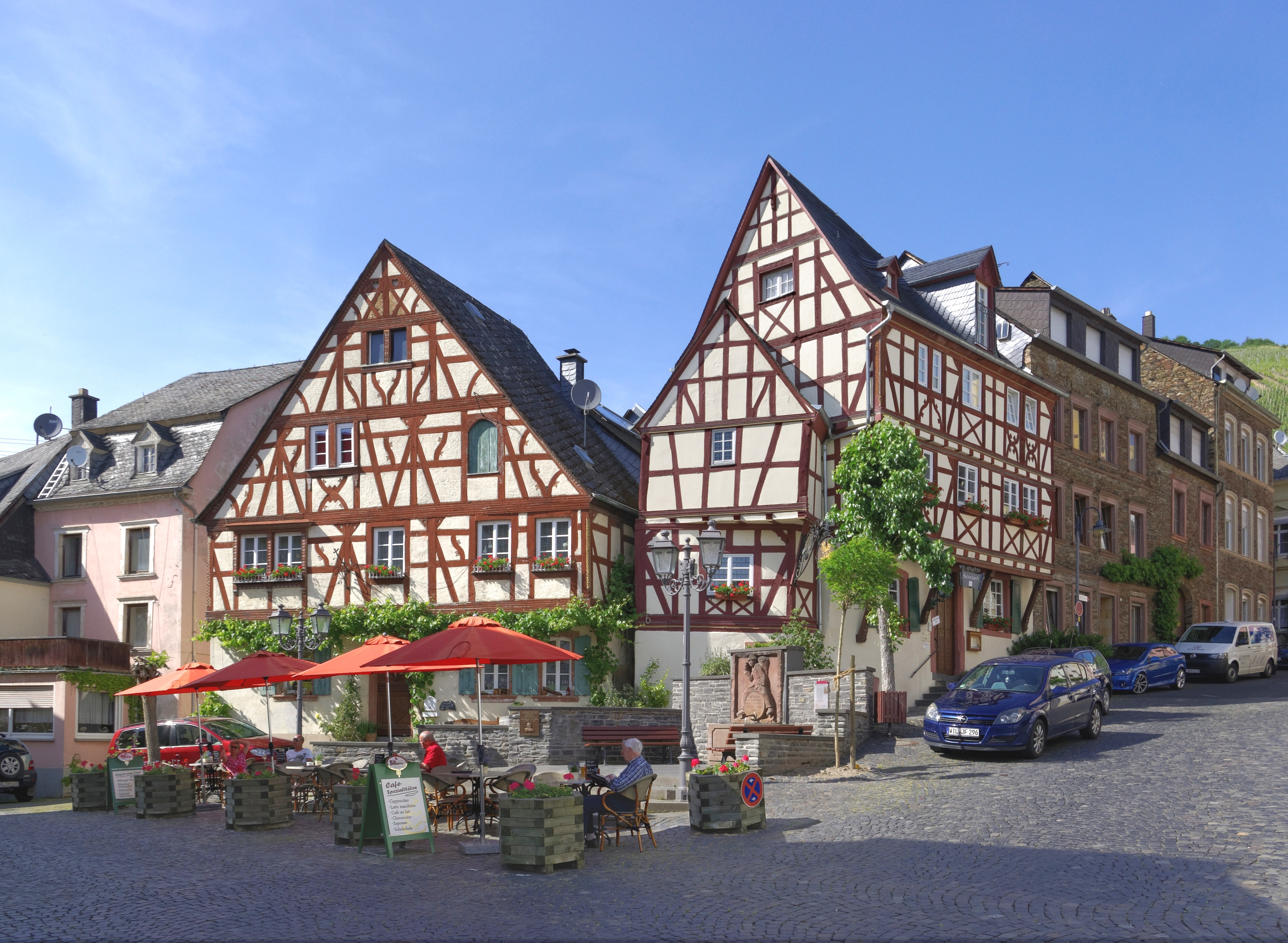
Nordende der Kurfürstenstraße

Die Kurfürstenstraße ist eine in weiten Teilen denkmalgeschützte Straße in Zeltingen-Rachtig im rheinland-pfälzischen Landkreis Bernkastel-Wittlich. 

## Verlauf
Die Kurfürstenstraße verläuft von Norden nach Süden durch Zeltingen-Rachtig und verbindet hauptsächlich St. Stephanstraße und Weingartenstraße. Ihr nordöstlicher Ast mündet in den Weinbergen. Der südliche Ast mündet in den Zeltinger Marktplatz.
In der Straße befinden sich das Weingut Ehses, eine Postfiliale, das Hotel Zeltinger Hof, das Weingut des Zauberers Hamid Mostofi sowie einige Restaurants und Ferienhäuser.

## Geschichte
Die Kurfürstenstraße war einst die Hauptgeschäftsstraße von Zeltingen-Rachtig. Hier gab ca. 40 Geschäfte; heute liegen hier hauptsächlich Restaurants und Kneipen. In der ehemaligen Raiffeisenbank befindet sich ein Hotel mit Restaurant und Metzgerei (Hotel Zeltinger Hof).
Seit den 1960er Jahren wird alle zwei Jahre auf dem Zeltinger Marktplatz am Nordrand der Straße die Operette „Zeltinger Himmelreich“ aufgeführt. Die Operette handelt davon, wie einst die Zeltinger dem Trierer Erzbischof angeblich ihre Weinabgaben verweigerten.

## Kulturdenkmäler in der Straße
Ein Großteil der Straße ist Teil der Denkmalzone Kurfürstenstraße 23–29, 37, 43–51 (ungerade Nummern) und 46–62, 66, 70, 76 (gerade Nummern) sowie Engelbertstraße 16. Die Dichte der Bausubstanz aus dem 16. und 17. Jahrhundert wird hier als außerordentlich hoch eingestuft. Es empfiehlt sich die Ausweisung als „kennzeichnendes Straßenbild“.
Besonders sticht in der Straße das Robert-Franzen-Haus von 1584 hervor.